# Genom gatans trängsel
Genom gatans trängsel är en psalm, skriven 1965 av Anders Frostenson och bearbetad 1981 av samma person. Musiken är skriven 1847 av Friedrich Filitz. 

## Publicerad i
- 1986 års psalmbok som nr 499 under rubriken "Under dagen".